# Nectophrynoides
Nectophrynoides – rodzaj płazów bezogonowych z rodziny ropuchowatych (Bufonidae).

## Zasięg występowania
Rodzaj obejmuje gatunki występujące w górskich środowiskach w Tanzanii. W 2019 roku Spawls i współpracownicy opisali nienazwany gatunek z tego rodzaju zamieszkujący górę Kenia w Kenii.

## Charakterystyka
Płazy z tego rodzaju wyróżniają się żyworodnością. Inaczej, niż u większości płazów, zapłodnienie jest wewnętrzne (przebiega w organizmie samicy. Rozwój młodych przebiega w ciele matki. W końcu samica wydaje na świat uformowane już potomstwo. Uważa się, że osobniki tego rodzaju jako jedyne spośród rodziny ropuchowatych nie znoszą jaj, aczkolwiek żyworodność przypisuje się także gatunkowi Didynamipus sjostedti i rodzajowi Nimbaphrynoides.

## Systematyka

### Etymologia
- Nectophrynoides: Nectophryne Buchholz & Peters, 1875; gr. -οιδης -oidēs „przypominający”[2].
- Tornierobates: Gustav Tornier (1859–1938), niemiecki zoolog i paleontolog[3]; βατης batēs „piechur”, od βατεω bateō „stąpać”, od βαινω bainō „iść”[3]. Gatunek typowy: Pseudophryne vivipara Tornier, 1905.

### Podział systematyczny
Do rodzaju należą następujące gatunki:
- Nectophrynoides asperginis Poynton, Howell, Clarke & Lovett, 1999
- Nectophrynoides cryptus Perret, 1971
- Nectophrynoides frontierei Menegon, Salvidio & Loader, 2004
- Nectophrynoides laevis Menegon, Salvidio & Loader, 2004
- Nectophrynoides laticeps Channing, Menegon, Salvidio & Akker, 2005
- Nectophrynoides minutus Perret, 1972
- Nectophrynoides paulae Menegon, Salvidio, Ngalason & Loader, 2007
- Nectophrynoides poyntoni Menegon, Salvidio & Loader, 2004
- Nectophrynoides pseudotornieri Menegon, Salvidio & Loader, 2004
- Nectophrynoides tornieri (Roux, 1906)
- Nectophrynoides vestergaardi Menegon, Salvidio & Loader, 2004
- Nectophrynoides viviparus (Tornier, 1905)
- Nectophrynoides wendyae Clarke, 1988